# Sluseholmen
Sluseholmen ist eine künstliche Halbinsel im Südhafen von Kopenhagen. 
Die ehemalige Insel hat ihren Namen von Sluse, was Schleuse bedeutet, die südlich gelegen zur Regulierung des Wasserniveaus im Hafen dient. Früher war auf der Insel Schwerindustrie und ein Teil der südlichen Dockanlage der Werft Burmeister & Wain angesiedelt. Seit der Jahrtausendwende wurden massive Sanierungen vorgenommen und die Insel vor allem in ein Wohnviertel umgewandelt. Sluseholmen ist auf Grund seiner zahlreichen Kanäle heute eine bevorzugte Wohngegend mit maritimer Atmosphäre. Eine 2011 erbaute Klappbrücke verbindet Sluseholmen mit der Industrieinsel Teglholmen.

## Kultur

### Hafenbad
Ende 2011 wurde auf Sluseholmen das dritte Kopenhagener Hafenbad eröffnet. Es wurde von Kasper Danielsen Architekten entworfen.